# Brizon
Pour les articles homonymes, voir Brizon (homonymie) et Brison.
Brizon, orthographiée également Brison localement, est une commune française située dans le département de la Haute-Savoie, en région Auvergne-Rhône-Alpes.

## Géographie

### Localisation
Brison est située à une dizaine de kilomètres au sud de Bonneville, sur l'ubac de la vallée de l'Arve. Son territoire est encadré par la pointe d'Andey et les rochers de Leschaux.

### Géologie et relief
La superficie de la commune est de 1 039 hectares ; son altitude varie entre 707 et 1 936 mètres.

## Urbanisme

### Typologie
Au 1er janvier 2024, Brizon est catégorisée commune rurale à habitat dispersé, selon la nouvelle grille communale de densité à sept niveaux définie par l'Insee en 2022.
Elle est située hors unité urbaine. Par ailleurs la commune fait partie de l'aire d'attraction de Genève - Annemasse (partie française), dont elle est une commune de la couronne,. Cette aire, qui regroupe 158 communes, est catégorisée dans les aires de 700 000 habitants ou plus (hors Paris),.

### Occupation des sols
L'occupation des sols de la commune, telle qu'elle ressort de la base de données européenne d’occupation biophysique des sols Corine Land Cover (CLC), est marquée par l'importance des forêts et milieux semi-naturels (100 % en 2018), une proportion identique à celle de 1990 (100 %). La répartition détaillée en 2018 est la suivante :
milieux à végétation arbustive et/ou herbacée (50,2 %), forêts (28,7 %), espaces ouverts, sans ou avec peu de végétation (21,1 %).
L'IGN met par ailleurs à disposition un outil en ligne permettant de comparer l’évolution dans le temps de l’occupation des sols de la commune (ou de territoires à des échelles différentes). Plusieurs époques sont accessibles sous forme de cartes ou photos aériennes : la carte de Cassini (XVIIIe siècle), la carte d'état-major (1820-1866) et la période actuelle (1950 à aujourd'hui).

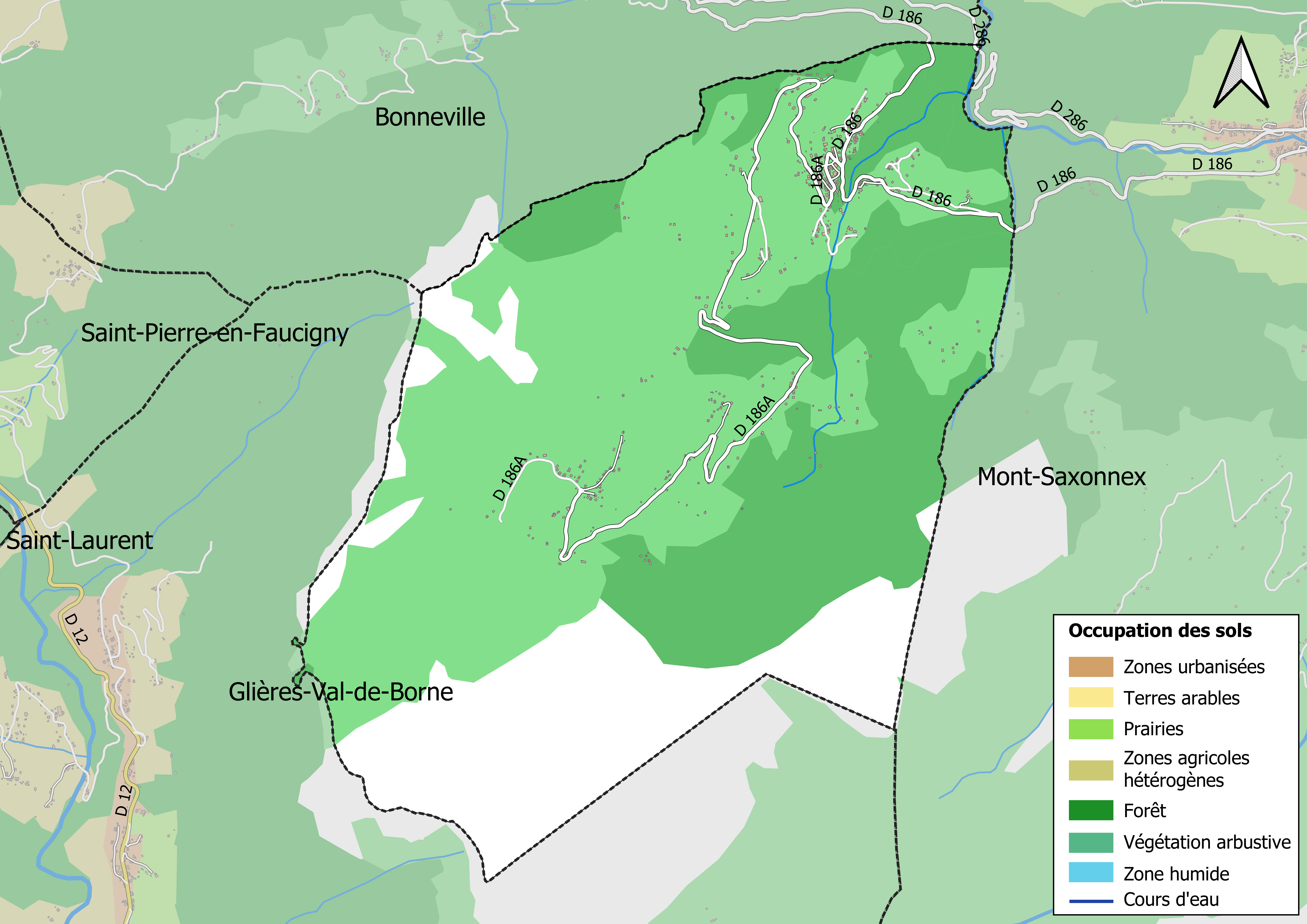
Carte des infrastructures et de l'occupation des sols en 2018 (CLC) de la commune.
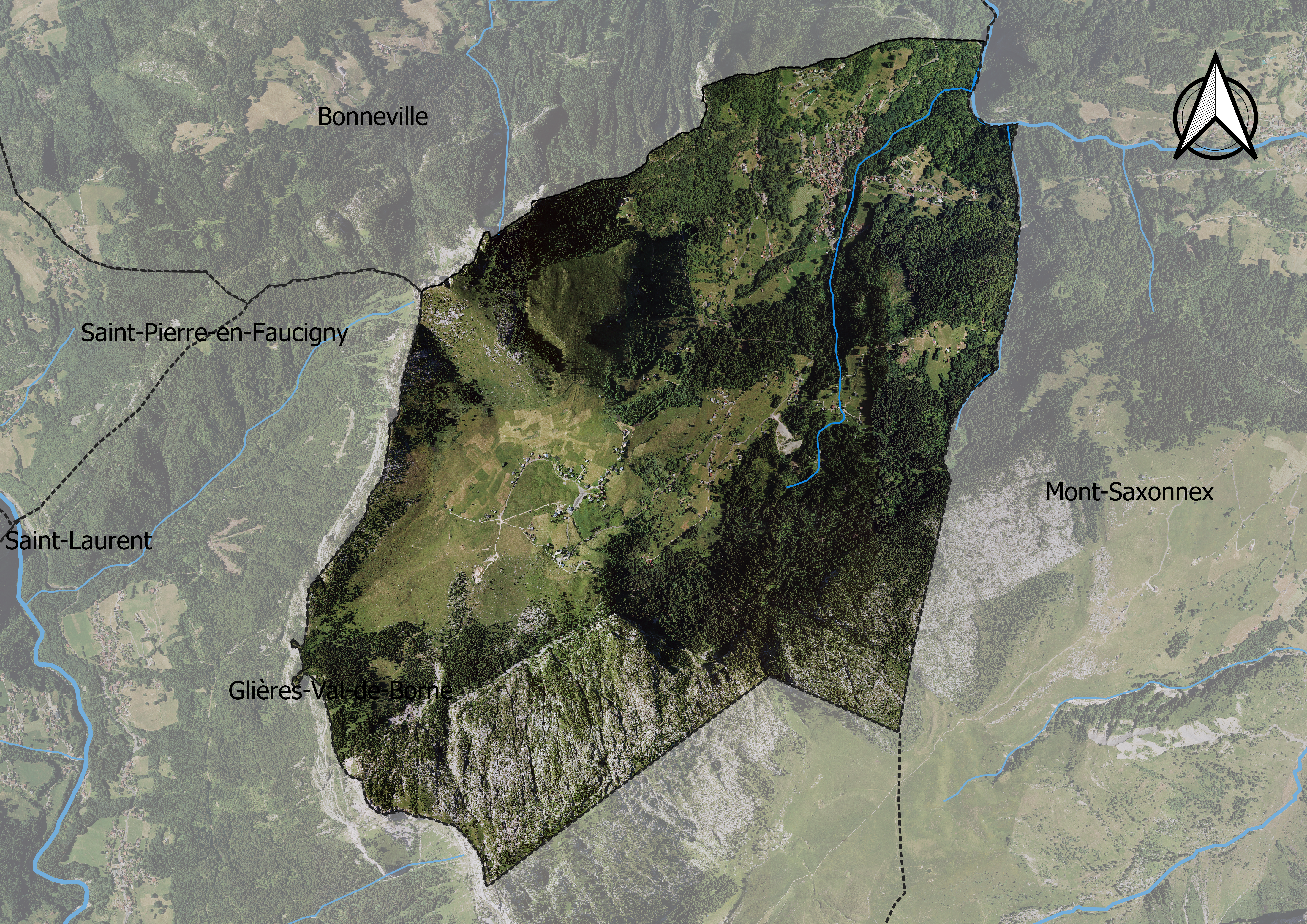
Carte orthophotogrammétrique de la commune.

## Toponymie

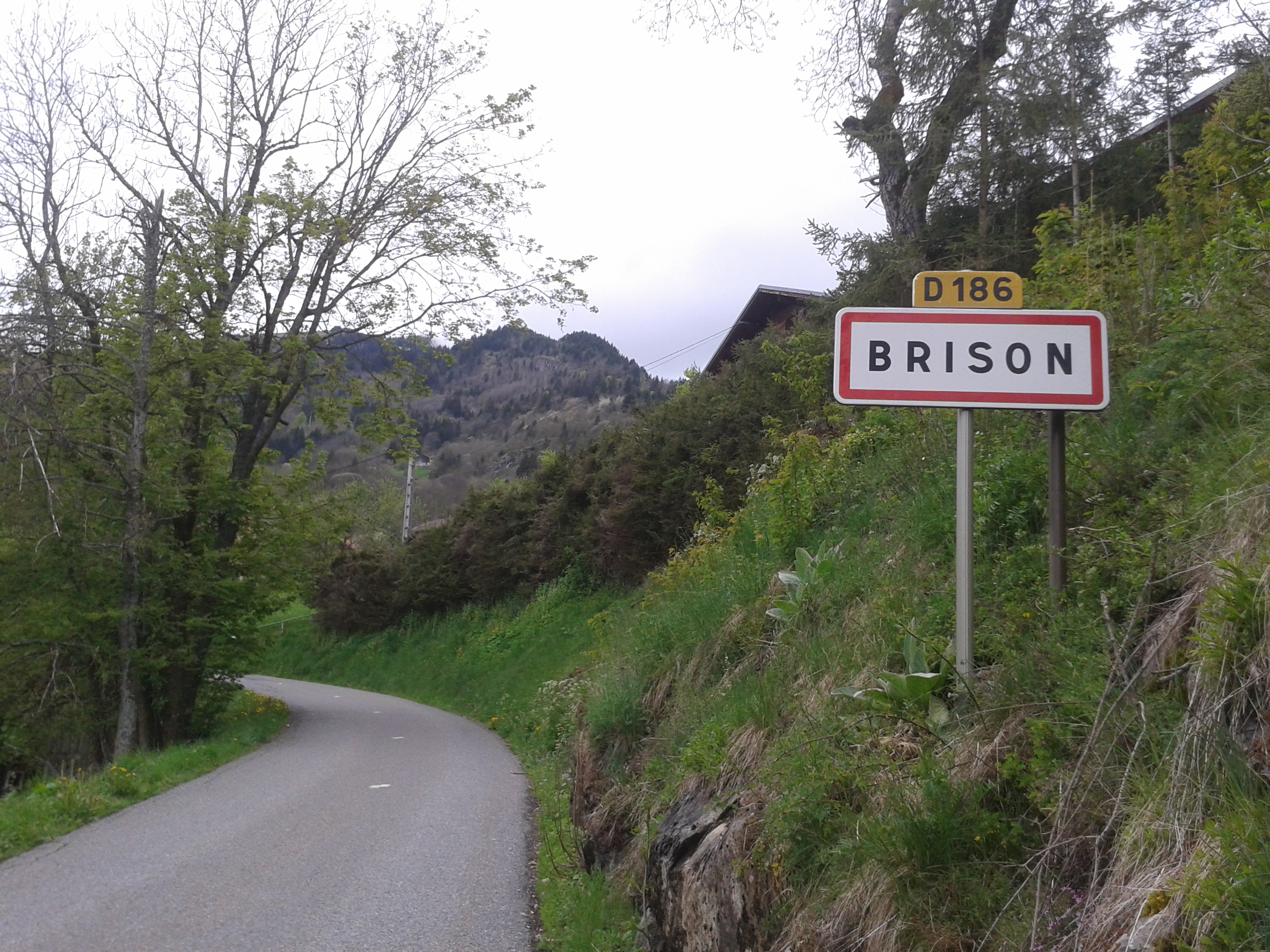
Entrée de Brison par la D 186.

L'orthographe administrative de la commune est Brizon, toutefois la graphie Brison est utilisée localement, notamment par la mairie. La notice consacrée à la commune dans le Dictionnaire du duché de Savoie (1840) a pour entrée « Brezon ou Brison ». Dans leur Histoire des communes savoyardes, Jean-Yves Mariotte et Henri Baud indique l'usage de Brison précisant « le z ne paraît pas justifié ». Dans son ouvrage L'Architecture rurale française. Savoie (1977), Henri Raulin utilise la forme Brison pour l'étude de la commune, indiquant plus loin d'un usage avec un z en 1876, sans autres précisions. Dans une Liste nominative des habitants de la commune, les services du département de la Haute-Savoie indiquent Brison. De l'autre côté de la vallée, la commune d'Ayse se voit orthographiée Ayze pour des raisons similaires.
On trouve les formes anciennes Mont-Brizon, Brezon et Brizon (sans date).
Il s'agirait du nom de personne latin (gentilice) Brisonius ou germanique Briso au cas régime, pris absolument, et que l'on rencontrerait dans Brison-Saint-Innocent (Savoie, Ecclesia Brusonis en 1179, Ecclesia Brusomi vers 1266, in villis de Brussons et de Sessens en 1300, Bruysson en 1356),, mais les formes anciennes de cette dernière en Brus- semblent s'y opposer.
Remarque : d'un point de vue phonétique Brisonius (BRISONIU) aurait dû aboutir à *Brisoin(e) dans quelques formes anciennes (cf. latin Antonius > Antoin, refait en Antoine, ou encore Sidonius> Sidoine, forme semi-savante).
En francoprovençal, le nom de la commune s'écrit Beurzon, selon la graphie de Conflans.

## Histoire
Selon Jean-Louis Grillet, puis repris ensuite, l'implantation humaine serait due à des charbonniers originaires de Pontchy (village aujourd'hui rattaché à Bonneville), venus s'installer pour exploiter les forêts. Cette version pourrait être attestée dans la mesure où l'église du village, construite vers 1480, était attachée à la paroisse de Pontchy.
Lors des débats sur l'avenir du duché de Savoie, en 1860, la population est sensible à l'idée d'une union de la partie nord du duché à la Suisse. Une pétition circule dans cette partie du pays (Chablais, Faucigny, Nord du Genevois) et réunit plus de 13 600 signatures, dont 13 pour la commune,. Le duché est réuni à la suite d'un plébiscite organisé les 22 et 23 avril 1860 où 99,8 % des Savoyards répondent « oui » à la question « La Savoie veut-elle être réunie à la France ? ».

## Politique et administration

### Liste des maires
| Période                                  | Période   | Identité            | Étiquette | Qualité   |
| ---------------------------------------- | --------- | ------------------- | --------- | --------- |
| Les données manquantes sont à compléter. |           |                     |           |           |
| mars 2008                                | mars 2014 | Madeleine Coudurier | ...       | ...       |
| mars 2014                                | En cours  | Didier Layat        | ...       | Ingénieur |

### Jumelages
La commune est jumelée avec Bastelica (Corse) depuis juin 2013.

## Démographie
L'évolution du nombre d'habitants est connue à travers les recensements de la population effectués dans la commune depuis 1793. Pour les communes de moins de 10 000 habitants, une enquête de recensement portant sur toute la population est réalisée tous les cinq ans, les populations de référence des années intermédiaires étant quant à elles estimées par interpolation ou extrapolation. Pour la commune, le premier recensement exhaustif entrant dans le cadre du nouveau dispositif a été réalisé en 2007.

En 2022, la commune comptait 465 habitants, en évolution de −2,92 % par rapport à 2016 (Haute-Savoie : +6,01 %, France hors Mayotte : +2,11 %).
| 1793 | 1800 | 1806 | 1822 | 1838 | 1848 | 1858 | 1861 | 1866 |
| ---- | ---- | ---- | ---- | ---- | ---- | ---- | ---- | ---- |
| 347  | 333  | 368  | 434  | 503  | 474  | 482  | 480  | 529  |

| 1872 | 1876 | 1881 | 1886 | 1891 | 1896 | 1901 | 1906 | 1911 |
| ---- | ---- | ---- | ---- | ---- | ---- | ---- | ---- | ---- |
| 582  | 575  | 596  | 548  | 577  | 592  | 598  | 596  | 585  |

| 1921 | 1926 | 1931 | 1936 | 1946 | 1954 | 1962 | 1968 | 1975 |
| ---- | ---- | ---- | ---- | ---- | ---- | ---- | ---- | ---- |
| 527  | 527  | 466  | 434  | 405  | 362  | 376  | 326  | 300  |

| 1982 | 1990 | 1999 | 2006 | 2007 | 2012 | 2017 | 2022 | - |
| ---- | ---- | ---- | ---- | ---- | ---- | ---- | ---- | - |
| 301  | 337  | 383  | 441  | 449  | 464  | 485  | 465  | - |

## Sport
Col de Solaison : domaine nordique

## Culture locale et patrimoine

### Lieux et monuments
- Église Saint-Théodule (XIXe siècle) ;
- Le col de Solaison, au-dessus de la commune vers 1 500 mètres d'altitude, où se pratique le ski de fond avec 24 km de pistes ;
- La pointe d'Andey.
- Maison forte de Villy (1397 attestée)

### Personnalités liées à la commune
- Eugène Bourgeau (1813-1877), botaniste, né à Brizon.

### Héraldique
| Armes de Brison | Les armes de Brison se blasonnent ainsi : D'or au chevron d'azur chargé de cinq étoiles du champ posées à plomb, accompagné en pointe d'un faucon chaperonné, la tète contournée d'azur, posé sur un perchoir du mème, la patte sénestre grilletée d'argent, l'autre levée, à la bordure componée d'or et d'azur. |